# Южни цветове
„Южни цветове“ е български тримесечен литературен алманах.
Излиза само 1 брой в София през 1907 г.
В литературно-художественото списание се поместват произведения, които са под влияние на символизма и толстоизма. Редактори са Димо Кьорчев и Трифон Кунев, сътрудничат Теодор Траянов и Юрдан Леонардич. Отпечатва се в печатница „Паскалев“. В списанието за първи път се публикува есето на Димо Кьорчев „Тъгите ни“.